# Sajtoskál
Sajtoskál è un comune dell'Ungheria di 411 abitanti (dati 2008). È situato nella contea di Vas.